# Christopher Henderson
Christopher Henderson es un personaje de ficción interpretado por el actor Peter Weller y uno de los villanos centrales de la serie estadounidense 24.

## Perfil
Henderson fue director de Operaciones de Campo de la UAT y el encargado de reclutar a Jack. Ambos eran amigos hasta que poco antes del inicio de la primera temporada Jack denuncia a Henderson por aceptar sobornos. Aunque no hay pruebas suficientes para presentar cargos el escándalo le costó el puesto. Entonces empieza a trabajar para Omicron Internacional, un contratista del Departamento de Defensa, donde se encarga del desarrollo de un gas nervioso para el ejército.

## Christopher Henderson en 24

### Previo a la Temporada 5
El presidente Logan entra en contacto con Henderson para que permita la venta del gas nervioso al terrorista Vladimir Bierko. El plan es que Bierko lleve el gas a Rusia donde harían detonar el gas para demostrar la existencia de armas químicas en Rusia y promover una intervención de Estados Unidos. Pero David Palmer descubre el plan a través de Evelyn. Para encubrir a Logan, Henderson ordena a James Nathanson que haga arreglos para eliminar a David Palmer, haciéndole creer a Walt Cummings que le ha descubierto a él. De alguna manera, Henderson descubre que Jack sigue vivo y que Palmer le ayudó a escapar por lo que para incriminar a Jack ordena la muerte de todas las personas que le ayudaron a huir, junto con la de Palmer.

### Temporada 5
Cuando Bierko descubre el plan de sus contactos (Cummings), ordena la búsqueda y eliminación de Nathanson, quien acorralado pide ayuda a Jack y antes de morir le entrega una prueba que le lleva a Henderson. Jack se infiltra en las instalaciones de Omicron Internacional. Henderson niega su implicación y echa en cara a Jack que le denunciara, pero Jack se defiende diciendo que no pudo defenderle porque ni siquiera él se defendió. 
Henderson deja a Jack encerrado en una habitación con una bomba y huye. Jack escapa y consigue detenerle en su casa. Jack tortura a la mujer de Henderson para hacerle hablar pero no lo consigue por lo le lleva detenido a la UAT. Por el camino Hederson cuenta a Jack que visitó a Kim después de su “muerte”. En la UAT es interrogado pero pronto es trasladado a la enfermería cuando la UAT es atacada con el gas nervioso. Allí Tony intenta matarle ya que Henderson mató a su mujer pero Jack lo impide hablando con el por teléfono. Henderson es torturado y parece entrar en coma. 
Tony al ver que ya no dirá nada decide matarle con una inyección letal, pero Henderson despierta en el último instante y clava la inyección a Tony para escapar después. Cuando se entera de que Wayne Palmer trata de visitar a Evelyn, ordena a sus hombres que le ataquen, pero éste escapa. Henderson secuestra a la hija de Evelyn ya que ella posee una grabación en la que Henderson y Logan se revelan cómplices en el asesinato de Palmer. Henderson propone a Evelyn intercambiar la grabación por su hija. Jack y Wayne consiguen rescatar a la niña pero Henderson escapa y Evelyn acaba herida. Tras esto Henderson ordena la eliminación de Jack y Wayne antes que ellos recuperen la prueba, y trata de tomar un camino para salir de la ciudad. Asesina a Evelyn y a su hija después de averiguar donde esta Jack. Pero llega tarde y Jack vuelve a escapar y se dispone a entregar la grabación al Secretario James Heller. 
Logan utiliza a la UAT para localizar a Jack y envía a Henderson. Tras un tiroteo Henderson secuestra a Audrey y revela a Jack que no lo hace por encubrir a Logan si no para proteger la integridad del gobierno. Finalmente fuerza a Jack a entregarle la grabación, justo a tiempo para impedir que Heller oblige a Logan a dimitir. Henderson informa a Logan que conservara la grabación como protección. Entonces Logan llama a su contacto "Graham" para que detenga la operación contra Henderson. 
Jack captura a Henderson pero este ya ha escondido la grabación en un vuelo diplomático. Jack deja a Henderson con Audrey y pide a Curtis que vaya a buscarles. Los hombres de Henderson llegan antes y éste intenta matar a Audrey pero es detenido por Curtis. Cuando la grabación es destruida y Bierko escapa Jack promete a Henderson ayudarle a huir si le ayuda. Henderson se reúne con un contacto, en ese momento parece cambiar de opinión y le informa de la presencia de la UAT. Cuando interviene la UAT, Henderson le dice a Jack era parte de su plan para que copiara los archivos y averiguar el paradero de Bierko. Así descubren que Bierko ha secuestrado un submarino ruso y planea lanzar varios misiles. 
Jack y Henderson se introducen en el submarino y mientras Jack mata a Bierko y sus hombres, Henderson detiene el proceso de lanzamiento. Henderson intenta matar a Jack sabiendo que este no le dejaría escapar, pero Jack le había dado un arma sin balas. Jack dispara a Henderson tras a hacerle responsable de la muerte de tantos amigos.
- Datos: Q4348322